# Condado de Dundy
El condado de Dundy  (en inglés: Dundy County) es un condado del estado estadounidense de Nebraska. Fundado en 1873, recibe su nombre del juez Elmer S. Dundy. En el año 2000 tenía una población de 2.292 habitantes con una densidad de población de una persona por km². La sede del condado es Benkelman.

## Geografía
Según la oficina del censo el condado tiene una superficie total de 2385 km² (920,8 mi²), de los que 2383 km² (920,1 mi²) son tierra y 3 km² (1,2 mi²) (0,24%) son agua.

### Condados adyacentes
- Condado de Hitchcock - este
- Condado de Rawlins - sureste
- Condado de Cheyenne - sur
- Condado de Yuma - oeste
- Condado de Chase - norte
- Condado de Hayes - noreste

## Demografía
Según el 2000 la renta per cápita media de los habitantes del condado era de 27.010 dólares y el ingreso medio de una familia era de 35.862 dólares. En el año 2000 los hombres tenían unos ingresos anuales 22.415 dólares frente a los 18.583 dólares que percibían las mujeres. El ingreso por habitante era de 15.786 dólares y alrededor de un 13,60% de la población estaba bajo el umbral de pobreza nacional.

## Ciudades y pueblos
Las principales ciudades son:
- Benkelman
- Haigler.
- Max
- Parks.